# Mevassen
Mevassen är en sjö i Bollnäs kommun i Hälsingland och ingår i Ljusnans huvudavrinningsområde. Sjön har en area på 0,144 kvadratkilometer och ligger 160,2 meter över havet.

## Delavrinningsområde
Mevassen ingår i det delavrinningsområde (679250-152539) som SMHI kallar för Utloppet av Stor-Flugen. Medelhöjden är 176 meter över havet och ytan är 21,38 kvadratkilometer. Räknas de 15 avrinningsområdena uppströms in blir den ackumulerade arean 74,45 kvadratkilometer. Kilån (Flugån) som avvattnar avrinningsområdet har biflödesordning 2, vilket innebär att vattnet flödar genom totalt 2 vattendrag innan det når havet efter 53 kilometer. Avrinningsområdet består mestadels av skog (64 procent). Avrinningsområdet har 4,81 kvadratkilometer vattenytor vilket ger det en sjöprocent på 22,5 procent.